# Palvė
Palve, auch Palwe ist eine altertümliche, in Ostpreußen vorkommende Landschaftsbezeichnung baltischen Ursprungs. Das prussische Wort palvė bedeutet ‚Heide‘.
Man findet das Wort auf alten Flurkarten, beispielsweise die Tragheimer Palve als Vorort von Königsberg.
Heinrich Eichen verwendet den Begriff in seinem Lied: „Abends treten Elche aus den Dünen, ziehen von der Palve an den Strand, wenn die Nacht wie eine gute Mutter leise deckt ihr Tuch auf Haff und Land.“